# Marie-Rose Morel
Marie Rose Louise Constant Morel (26 de agosto de 1972 - 8 de fevereiro de 2011) foi uma política belga. Ela foi membro do Parlamento Flamenco pelo Vlaams Belang, em 2004, depois de deixar a Nova Aliança Flamenga.